# Roger Federer
Roger Federer (født 8. august 1981 i Basel, Schweiz) er en schweizisk tidligere tennisspiller. Han har vundet 20 Grand Slam-titler i single, hvilket var rekord i 2017. Han har desuden været placeret som nr. 1 på ATP-verdensranglisten i 310 uger i alt, herunder 237 uger i træk, hvilket er rekord. Federer blev professionel i 1998 og lå uafbrudt placeret i top ti fra oktober 2002 til november 2016. Han kom tilbage i top ti efter sin sejr i Australian Open i 2017.
Federers 20 Slam-titler er fordelt på otte Wimbledontitler (rekord i herresingle), seks Australian Open-titler, fem US Open-titler (alle i træk, hvilket er rekord) og en French Open-titel. Han er en af kun otte herrespillere, der har vundet en Career Grand Slam. Federer har aldrig vundet en Grand Slam (alle 4 Slams i samme kalenderår). Federer nåede finalen i en Slam-turnering i herresingle 30 gange, herunder ti finaler i træk mellem Wimbledon-mesterskaberne i 2005 og US Open i 2007. Federer har desuden vundet 6 ATP Finals-titler, 28 ATP Tour Masters 1000-titler og 23 ATP Tour 500-titler (rekord). Federer er også den eneste spiller udover Jimmy Connors, som har vundet 100 eller flere titler i single og 1200 sejre i Open-æraen.
Federer har en alsidig og offensiv spillestil, som involverer ekstraordinært fodarbejde og mange vinderslag. Han er både effektiv fra baglinjen og ved nettet. Hans tilsyneladende ubesværethed og lette, effektive bevægelser på banen har gjort Federer til en af de mest populære spillere blandt tennisfans. Han har modtaget Stefan Edberg Sportsmanship Award 13 gange, og er blevet kåret som ATP Player of the Year og ITF World Champion fem gange. Derudover har han vundet Laureus World Sportsman of the Year award fem gange, hvilket er rekord, herunder fire i træk fra 2005 til 2008 og den seneste i 2018.
Federer anses af mange spillere og analytikere som den bedste tennisspiller nogensinde. Dette er dog omtvistet, efter Novak Djokovic klart har overgået schweizerens antal Slam-titler (efter 2023: 24 mod 20) – og tilmed besejrede Federer i alle deres tre indbyrdes Wimbledonfinaler. Roger Federer er også inkluderet i diskussionen over den bedste atlet nogensinde. Han var placeret som nr. 1 på verdensranglisten i 237 uger i træk 2004-08, hvilket er rekord. Af mange – både hans kolleger og tennisfans – betragtes Federer som den mest talentfulde spiller nogensinde, foran spillere som John McEnroe, Björn Borg og Rod Laver; eksempelvis har Pete Sampras udtalt "... I think he can and will break every tennis record out there"  og Laver: "Oh, I would be honoured to even be compared to Roger. He is such an unbelievable talent, and is capable of anything. Roger could be the greatest tennis player of all time".
Danske Kenneth Carlsen er en af få spillere, som har en positiv statistik i forhold til Federer. Carlsen sejrede 7-5 7-6 (4) i Key Biscayne i 1999. Dette var dog, før Federer endelig slog igennem på touren, og da de efterfølgende aldrig har mødt hinanden, så hedder statistikken 1-0 til Carlsen.
I double blev det til 8 titler og 6 tabte finaler.

## Privat

### Opvækst
Federer blev født i Basel, Schweiz. Hans far, Robert Federer, er schweizisk-tysk og kommer fra Berneck, Kanton Sankt Gallen, mens hans mor Lynette Federer (født Durand), er afrikaaner, og kommer fra Kempton Park, Gauteng i Sydafrika. Federer har en storesøster, Diana, som er mor til et sæt tvillinger. Eftersom hans mor er sydafrikaner, har han både schweizisk og sydafrikansk statsborgerskab. Han voksede op i Birsfelden, Riehen, og senere Münchenstein tæt på den franske og tyske grænse, og han taler således både schweizertysk, standardtysk, engelsk og fransk flydende, ligesom han taler praktisk italiensk og svensk; hans modersmål er schweizertysk. Federer arbejdede som bolddreng i ATP turneringen i sin hjemby Basel, Swiss Indoors, i 1992 og 1993.
Ligesom alle mandlige schweiziske statsborgere var Federer underlagt værnepligt i den schweiziske hær. I 2003 blev han dog erklæret "uegnet", og behøvede derefter ikke at opfylde sin militære forpligtigelse. Han arbejdede i stedet i det schweiziske hjemmeværn, og var forpligtet til at betale 3 % af sin skattepligtige indkomst til den schweiziske stat som et alternativ. I hans opvækst støttede han fodboldklubben F.C. Basel og det schweiziske fodboldlandshold. Federer krediterer også sin exceptionelle hånd-øje koordination til den brede vifte af sportsgrene han dyrkede som barn, herunder badminton og basketball.

### Familie
Federer er gift med den tidligere WTA-spiller Miroslava Federer (født Vavrinec), som han mødte, da de begge stillede op for Schweiz ved Sommer-OL 2000 i Sydney. Hun bliver som oftest kaldt for Mirka, og hun trak sig tilbage fra WTA-touren i 2002 på grund af en skade i foden. De blev gift i Wenkenhof Villa i Riehen nær Basel d. 11. april 2009, omgivet af en lille gruppe af nære venner og familie. I 2009 fødte Mirka enæggede tvillingepiger. Parret fik endnu et sæt enæggede tvillinger i 2014, denne gang drenge.

## ATP-titler
- 2001 – Milan (Julien Benneteau, 6-4 6-7 (7) 6-4)
- 2002 – Sydney (Juan Ignacio Chela, 6-3 6-3)
- 2002 – Vienna (Jiri Novak, 6-4 6-1 3-6 6-4)
- 2003 – Marseille (Jonas Björkman, 6-2 7-6 (6))
- 2003 – Dubai (Jiri Novak, 6-1 7-6 (2)
- 2003 – München (Jarkko Nieminen, 6-1 6-4)
- 2003 – Halle (Nicolas Kiefer, 6-1 6-3)
- 2003 – Vienna (Carlos Moya, 6-3 6-3 6-3)
- 2004 – Dubai (Feliciano Lopez, 4-6 6-1 6-2)
- 2004 – Halle (Mardy Fish, 6-0 6-3)
- 2004 – Gstaad (Igor Andreev, 6-2 6-3 5-7 6-3)
- 2004 – Bangkok (Andy Roddick, 6-4 6-0)
- 2005 – Doha (Ivan Ljubicic, 6-3 6-1)
- 2005 – Rotterdam (Ivan Ljubicic, 5-7 7-5 7-6 (5))
- 2005 – Dubai (Ivan Ljubicic), 6-1 6-7 (6) 6-3)
- 2005 – Halle (Marat Safin, 6-3 6-7 (6) 6-4)
- 2005 – Bangkok (Andy Murray, 7-5 6-4)
- 2006 – Doha (Gaël Monfils, 6-3 7-6 (5))
- 2006 – Halle (Tomas Berdych, 6-0 6-7 (4) 6-2)
- 2006 – Tokyo (Tim Henman, 6-3 6-3)
- 2006 – Basel (Fernando González, 6-3 6-2 7-6 (3))
- 2007 – Dubai (Mikhail Youzhny, 6-4 6-3)
- 2007 – Basel (Jarkko Nieminen, 6-3 6-4)
- 2008 – Basel (David Nalbandian, 6-3 6-4)
- 2008 – Estoril (Nikolay Davydenko, 7-6 1-2)
- 2008 – Halle (Philipp Kohlschreiber, 6-3 6-4)
- 2010 – Basel (Novak Djokovic, 6-4 3-6 6-1)
- 2011 – Doha (Nikolay Davydenko, 6-3 6-4)
- 2011 – Basel (Kei Nishikori, 6-1 6-3)
- 2012 – Rotterdam (Juan Martin Del Potro, 6-1 6-4)
- 2012 – Dubai (Andy Murray), 7-5 6-4)
- 2013 – Halle (Mikhail Youzhny, 6-7 6-3 6-4)
- 2014 – Dubai (Tomas Berdych, 3-6 6-4 6-3)
- 2014 – Halle (Alejandro Falla, 7-6 7-6)
- 2014 – Basel (David Goffin, 6-2 6-2)
- 2015 – Dubai (Novak Djokovic, 6-3 7-5)
- 2015 – Halle (Andreas Seppi, 7-6 6-4)
- 2015 – Basel (Rafael Nadal, 6-3 5-7, 6-3)
- 2017 – Halle (Alexander Zverev, 6-1 6-3)
- 2017 – Basel (Juan Martin Del Potro, 6-7 6-4 6-3)
- 2018 – Rotterdam (Grigor Dimitrov, 6-2 6-2)
- 2018 – Basel (Marius Copil, 7-6 6-4)
- 2019 – Dubai (Stefanos Tsitsipas), 6-4 6-4)

## ATP Masters Series-titler
- 2002 – Hamburg (Marat Safin, 6-1 6-3 6-4)
- 2004 – Indian Wells (Tim Henman, 6-3 6-4)
- 2004 – Hamburg (Guillermo Coria, 4-6 6-4 6-2 6-3)
- 2004 – Toronto (Andy Roddick), 7-5 6-4)
- 2005 – Indian Wells (Lleyton Hewitt, 6-2 6-4 6-4)
- 2005 – Miami (Rafael Nadal, 2-6 6-7 (4) 7-6 (5) 6-3 6-1)
- 2005 – Hamburg (Richard Gasquet, 6-3 7-5 7-5)
- 2005 – Cincinnati (Andy Roddick, 6-3 7-5)
- 2006 – Indian Wells (James Blake, 7-5 6-3 6-0)
- 2006 – Miami (Ivan Ljubicic, 7-6 (5) 7-6 (4) 7-6 (6))
- 2006 – Toronto (Richard Gasquet, 2-6 6-3 6-2)
- 2006 – Madrid (Fernando Gonzalez, 7-5 6-0 6-1)
- 2007 – Hamburg (Rafael Nadal, 2-6 6-2 6-0)
- 2007 – Cincinnati (James Blake, 6-1 6-4)
- 2009 – Madrid (Rafael Nadal, 6-4 6-4)
- 2009 – Cincinnati (Novak Djokovic, 6-1 7-5)
- 2010 – Cincinnati (Mardy Fish, 6-7 7-6 6-4)
- 2011 – Paris (Jo Wilfried Tsonga, 6-1 7-6)
- 2012 – Indian Wells (John Isner, 7-6 6-3)
- 2012 – Madrid (Tomas Berdych, 3-6 7-5 7-5)
- 2012 – Cincinnati (Novak Djokovic, 6-0 7-6
- 2014 – Cincinnati (David Ferrer, 6-3 1-6 6-2)
- 2014 – Shanghai (Gilles Simon, 7-6 (6) 7-6 (2))
- 2015 – Cincinnati (Novak Djokovic, 7-6 6-3)
- 2017 – Indian Wells (Stan Wawrinka, 6-4 7-5)
- 2017 – Miami (Rafael Nadal, 6-3 6-4)
- 2017 – Shanghai (Rafael Nadal, 6-4 6-3)

## ATP Masters Cup-titler
- 2003 – Houston (Andre Agassi, 6-3 6-0 6-4)
- 2004 – Houston (Lleyton Hewitt, 6-3 6-2)
- 2006 – Shanghai (James Blake, 6-0 6-3 6-4)
- 2007 – Shanghai (David Ferrer, 6–2 6–3 6–2)

## Grand Slam-titler
- 2003 – Wimbledon (Mark Philippoussis, 7-6 (5) 6-2 7-6 (4))
- 2004 – Australian Open (Marat Safin, 7-6 (3) 6-4 6-2)
- 2004 – Wimbledon (Andy Roddick, 4-6 7-5 7-6 (3) 6-4)
- 2004 – US Open (Lleyton Hewitt, 6-0 7-6 (3) 6-0)
- 2005 – Wimbledon (Andy Roddick, 6-2 7-6 (2) 6-4)
- 2005 – US Open (Andre Agassi, 6-3 2-6 7-6 (1) 6-1)
- 2006 – Australian Open (Marcos Baghdatis, 5-7 7-5 6-0 6-2)
- 2006 – Wimbledon (Rafael Nadal, 6-0 7-6 (5) 6-7 (2) 6-3)
- 2006 – US Open (Andy Roddick, 6-2 4-6 7-5 6-1)
- 2007 – Australian Open (Fernando Gonzalez, 7-6 (2) 6-4 6-4)
- 2007 – Wimbledon (Rafael Nadal, 7-6 4-6 7-6 2-6 6-2)
- 2007 – US Open (Novak Djokovic, 7-6 (4) 7-6 (2) 6-4)
- 2008 – US Open (Andy Murray, 6-2, 7-5, 6-2)
- 2009 – French Open (Robin Söderling, 6-1, 7-6, 6-4)
- 2009 – Wimbledon (Andy Roddick, 5-7, 7-6, 7-6, 3-6, 16-14)
- 2010 – Australien Open (Andy Murray, 6-3, 6-4, 7-6 (13-11)
- 2012 – Wimbledon (Andy Murray, 4-6, 7-5, 6-3, 6-4)
- 2017 - Australian Open (Rafael Nadal, 6-4, 3-6, 6-1, 3-6, 6-3)
- 2017 – Wimbledon (Marin Cilic, 6-3, 6-1, 6-4)
- 2018 – Australian Open (Marin Cilic, 6-2, 6-7, 6-3, 3-6, 6-1)

## Grand Slam-resultater
| Turnering       | 1999 | 2000 | 2001 | 2002 | 2003 | 2004 | 2005 | 2006 | 2007 | 2008 | 2009 | 2010 | 2011 | 2012 | 2013 | 2014 | 2015 | 2016 | 2017 | 2018 | 2019 | 2020 |
| Australian Open | -    | 3    | 3    | 4    | 4    | V    | SF   | V    | V    | SF   | F    | V    | SF   | SF   | SF   | SF   | 3    | SF   | V    | V    | 4    | SF   |
| French Open     | 1    | 4    | KF   | 1    | 1    | 3    | SF   | F    | F    | F    | V    | KF   | F    | SF   | KF   | 4    | KF   | -    | -    | -    | SF   |      |
| Wimbledon       | 1    | 1    | KF   | 1    | V    | V    | V    | V    | V    | F    | V    | KF   | KF   | V    | 2    | F    | F    | SF   | V    | KF   | F    |      |
| US Open         | -    | 3    | 4    | 4    | 4    | V    | V    | V    | V    | V    | F    | SF   | SF   | KF   | 4    | SF   | F    | -    | KF   | 4    |      |      |

Tegnforklaring:
- – = Ikke deltaget
- 1 = Slået ud i 1. runde.
- 2 = Slået ud i 2. runde
- 3 = Slået ud i 3. runde
- 4 = Slået ud i 4. runde
- KF = Slået ud i kvartfinalen
- SF = Slået ud i semifinalen
- F = Slået ud i finalen
- V = Vinder

I alt har Roger Federer (pr. 24. januar 2018) vundet 20 Grand Slam-titler, foran Rafael Nadal (18), Pete Sampras (14)og Roy Emerson (12). Han har tillige passeret Björn Borg og Rod Laver, der begge har vundet 11 Grand Slam-titler.
Udover sit virke som tennisspiller har Roger Federer etableret en fond, som støtter fattige børn i Sydafrika, hvor hans mor stammer fra. Privat danner han par med den tidligere tennisspiller, Miroslava Vavrinec (kaldt Mirka).

## Reklamer
Federer har bl.a. reklameret for de schweiziske virksomheder Nationale Suisse, Credit Suisse, Rolex, Lindt, Sunrise og Jura Elektroapparate.
Han har sponseraftaler med Gillette, Wilson, Barilla og Moët & Chandon. Tidligere var han ambassadør for Nike, NetJets, Emmi AG, og Maurice Lacroix.